# Michio Kaku
Michio Kaku (japansk: 加來 道雄, Kaku Michio; født 24. januar 1947 i San Jose, Californien) er en amerikansk teoretisk fysiker. Han er forfatter til flere bøger, både faglitteratur og populærvidenskablige. I en af Kakus mest succesfulde bøger Physics of the Impossible beskrives fænomener som tidsrejser og ormehuller. Han optræder også hyppigt i medierne i USA om globale spørgsmål, såsom oprydningen ved atomkraftværkerne efter jordskælvet ved Sendai 2011.

## Tidlige liv og uddannelse
Kaku blev født i San Jose og er efterkommer af japanske immigranter. Hans bedstefar var kommet til USA for at arbejde og var i San Francisco under jordskælvet i 1906. Hans far blev født i Californien, men blev uddannet i Japan og talte kun lidt engelsk. Kakus forældre mødtes, da de under interneringen af japanere blev sat i Tule Lake War Relocation Center, hvor hans bror blev født.
Mens han modtog undervisning på Cubberley High School i Palo Alto, forsøgte han at samle en partikelaccelerator i sine forældres garage til et videnskabsprojekt, med formålet at skabe en "gammastråle stærk nok til at skabe antistof".
Kaku graduerede i 1968 summa cum laude fra Harvard University og modtog sin ph.d. ved Cal i 1972.
Under Vietnamkrigen modtog Kaku grundkamptræningen i Fort Benning i Georgia og den advancerede i Fort Lewis i Washington, men krigen sluttede før han blev udsendt.

## Privatliv
Kaku er gift med Shizue Kaku og har to døtre, Alyson og Michelle.

## Udvalgt bibliografi
- Kaku, Michio; Trainer, Jennifer, red. (1982). Nuclear Power: Both Sides. New York: Norton. ISBN 0-393-01631-5.
- Kaku, Michio; Daniel Axelrod (1987). To Win a Nuclear War: The Pentagon's Secret War Plans. Boston: South End Press. ISBN 0-89608-321-7.
- Kaku, Michio (1993). Quantum Field Theory: A Modern Introduction. New York: Oxford University Press. ISBN 0-19-507652-4.
- Kaku, Michio (1994). Hyperspace: A Scientific Odyssey Through Parallel Universes, Time Warps, and the Tenth Dimension. Oxford: Oxford University Press. ISBN 0-19-286189-1.
- Kaku, Michio; Jennifer Trainer Thompson (1995). Beyond Einstein: Superstrings and the Quest for the Final Theory. Oxford: Oxford University Press. ISBN 0-19-286196-4.
- Kaku, Michio (1998). Visions: How Science Will Revolutionize the 21st century and Beyond. New York: Oxford University Press. ISBN 0-19-288018-7.
- Kaku, Michio (1999). Introduction to Superstrings and M-Theory. New York: Springer. ISBN 0-387-98589-1.
- Kaku, Michio (1999). Strings, Conformal Fields, and M-Theory. New York: Springer. ISBN 0-387-98892-0.
- Kaku, Michio (2004). Einstein's Cosmos: How Albert Einstein's Vision Transformed Our Understanding of Space and Time. London: Weidenfeld & Nicolson. ISBN 0-297-84755-4.
- Kaku, Michio (2004). Parallel Worlds: The Science of Alternative Universes and Our Future in the Cosmos. London: Allen Lane. ISBN 0-7139-9728-1.
- Kaku, Michio (2008). "M-Theory: The Mother of All Superstrings" in "Riffing on Strings: Creative Writing Inspired by String Theory". New York: Scriblerus. ISBN 978-0-9802114-0-5.
- Kaku, Michio (2008). Physics of the Impossible. New York: Doubleday. ISBN 978-0-385-52069-0.
- Kaku, Michio (2011). Physics of the Future: How Science will Shape Human Destiny and our Daily Lives by the Year 2100. New York: Doubleday. LCCN 2010026569.
- Kaku, Michio (2014). The Future of the Mind: The Scientific Quest to Understand, Enhance, and Empower the Mind. New York: Doubleday. ISBN 978-0385530828.